# Omocerus
Omocerus is een geslacht van kevers uit de familie bladkevers (Chrysomelidae).
De wetenschappelijke naam van het geslacht werd in 1835 gepubliceerd door Louis Alexandre Auguste Chevrolat.

## Soorten
- Omocerus angulicollis Borowiec, 2000
- Omocerus bicornis (Linnaeus, 1763)
- Omocerus burakowskii Dabrowska & Borowiec, 1995
- Omocerus casta (Boheman, 1862)
- Omocerus coracina (Boheman, 1850)
- Omocerus doeberli Dabrowska & Borowiec, 1995
- Omocerus malachitica (Germar, 1824)
- Omocerus rugosicollis Borowiec, 2000
- Omocerus similis Borowiec, 2000
- Omocerus taurus (Fabricius, 1787)